# باشگاه فوتبال الیرموک کویت
باشگاه الیرموک (به عربی: نادی الیرموک) یک باشگاه فوتبال از کویت است که در شهر مشرف قرار دارد.
این باشگاه ۲ بار به مقام قهرمانی در مسابقات جام امیر کویت رسیده است و سابقهٔ نایب قهرمانی در این مسابقات را نیز دارد.
این باشگاه در سال ۱۹۶۵ میلادی میلادی تأسیس شده است.